# KVLY (телерадиомачта)
Телерадиома́чта KVLY-TV — телерадиомачта в Бланшаре (Северная Дакота, США). Высота — 629 метров.
Аналоговый передатчик расположен на высоте 610 метров, цифровой — на высоте 576 метров.
На 2022 год является пятым по высоте сооружением в мире, а также самым высоким сооружением в западном полушарии.
С 1963 по 1974 и с 1991 по 2012 годы была самой высокой телерадиомачтой в мире.
Высота собственно мачты — около 590 м, но в неё вмонтирована основанием антенна высотой 34 м. Мачта имеет массу 392,1 т и занимает площадь 0,65 км² (вместе с крепёжными якорями). Масса антенны — около 4,1 т.

## История

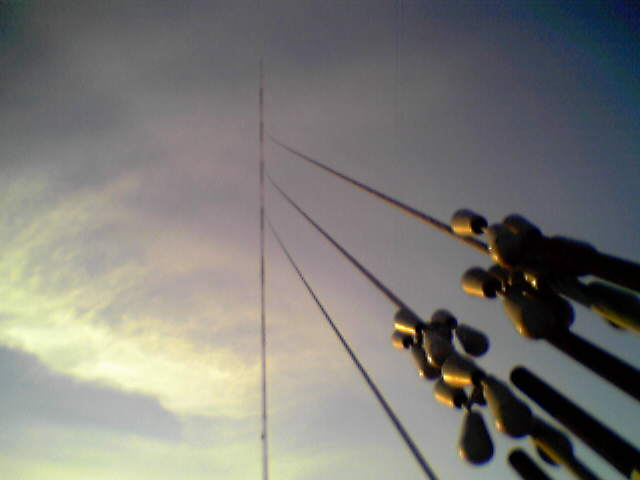
Нижняя часть оттяжки

Была построена в 1963 году строительной компанией «Хэмилтон электрик компани». Строительство обошлось в 500 тыс. долларов США. С 1963 года по 1974 годы была самым высоким сооружением в истории человечества. В 1974 году этот титул был отобран Варшавской радиомачтой. В 1991 году после обрушения Варшавской радиомачты KVLY-TV вновь стал самым высоким сооружением. Это достижение сохранялось за ним на протяжении 17 лет, пока в 2008 году дубайский небоскрёб «Бурдж-Халифа» во время строительства не отобрал этот титул. В 2012 году телебашня Tokyo Skytree отобрала титул второго по высоте сооружения и самой высокой телерадиомачты.
После завершения строительства KVLY-TV Федеральная комиссия по связи и Федеральное управление гражданской авиации издали распоряжение, согласно которому не допускалось строительство радиомачт высотой более 2 тысяч футов над уровнем моря, кроме «исключительных случаев».